# 典厩五郎
典厩 五郎（てんきゅう ごろう、1939年9月16日 -）は、日本の小説家。本名、宮下教雄。

## 人物
東京府（東京都中野区）出身。1963年立命館大学文学部哲学科卒業後、関西新聞文化部記者を経て、脚本家池上金男に師事する。コピーライター、映画・テレビドラマ脚本家などを経験。1987年「土壇場でハリー・ライム」で、第5回サントリーミステリー大賞と読者賞をダブル受賞した。2013年、『NAGASAKI　夢の王国』で第7回舟橋聖一文学賞を受賞。

## 主な作品
- 「土壇場でハリー・ライム」（文藝春秋、1987年/文春文庫、1990年）
- 「シオンの娘に告げよ」（立風書房、1988年）
- 「紫禁城の秘宝」（新人物往来社、1989年）
- 「ロマノフ王朝の秘宝（上・下）」（新人物往来社、1989年。後に加筆の上、ハヤカワ文庫JA、1995年）
- 「遙かなりカサブランカ」（立風書房、1989年）
- 「修羅の旅びと」（文藝春秋、1990年）
- 「炎帝の遺産」（双葉社、1990年）
- 「小栗上野介の秘宝」（新人物往来社、1991年）
- 「愛新覚羅家の遺産」（双葉社、1992年）
- 「修羅場へ急げボギー」（毎日新聞社、1992年）
- 「土方歳三の遺産」（双葉社、1993年）
- 「まほろばの城」（新人物往来社、1994年）
- 「徳川家康秘聞 消された後継者」（世界文化社、1994年。後に「家康、封印された過去 なぜ、長男と正妻を抹殺したのか」と改題し、PHP研究所、1998年）
- 「八丁堀警視庁吉原大変」（双葉社、1995年）
- 「張り子の虎」（新人物往来社、1996年）
- 「マリリン・モンロー計画」（祥伝社、1997年）
- 「故宮深秘録」（新人物往来社、1997年）
- 「真田幸村の逆襲 異説・大阪夏の陣」（PHP研究所、1997年/新装版、2009年）
- 「虎の遺産 山下将軍の金塊を追え」（祥伝社、1998年）
- 「真相里見八犬伝 上・下」（新人物往来社、2000年）
- 「町衆の城（上・下）」（新人物往来社、2001年）
- 「陽炎の島」（毎日新聞社、2001年）
- 「探偵大杉栄の正月」（早川書房、2003年）
- 「NAGASAKI 夢の王国」（毎日新聞社、2013年）
- 「かぶく 織田左馬助自由狼藉一代記」（毎日新聞社、2014年）

## 主な脚本
宮下教雄 名義
- あばれ丁半（映画、1970年）
- ずべ公番長 夢は夜ひらく（映画、1970年）
- ずべ公番長 ざんげの値打もない（映画、1971年）
- 三人の女 夜の蝶（映画、1971年）
- 発禁・秘画のおんな（映画、1983年）
- プレイガール（東京12チャンネル）
- バンパイヤ（フジテレビ、1969年）
- ゴールドアイ（日本テレビ、1970年）
- 高校教師（東京12チャンネル、1974年）
- おやこ刑事（東京12チャンネル、1979年）
- 大捜査線（フジテレビ、1980年）
- 新五捕物帳（日本テレビ、1981年）